# Гаїнолт (станція метро)
51°36′12″ пн. ш. 0°05′36″ сх. д. / 51.603333° пн. ш. 0.093333° сх. д.
Гаїнолт (англ. Hainault) — станція Центральної лінії Лондонського метрополітену. Станція знаходиться у Гаїнолт, Редбрідж, Лондон, у 4-й тарифній зоні, на петлі Гаїнолт між метростанціями — Грендж-гілл та Ферлоп. В 2018 році пасажирообіг станції — 3.63 млн пасажирів
Конструкція станції — наземна відкрита з прямими береговою та острівною платформами.

## Історія
- 1 травня 1903: відкриття станції у складі Great Eastern Railway[en][3]
- 1 жовтня 1908: перше закриття станції
- 2 березня 1930: друге відкриття станції вже у складі London and North Eastern Railway[en]
- 29 листопада 1947: друге закриття станції вже у складі London and North Eastern Railway[en].[3]
- 31 травня 1948: відкриття станції у складі Центральної лінії, як кінцевої[3]
- 21 листопада 1948: відкриття наскрізного трафіку

## Пересадки
На автобуси London Buses маршрутів: 150, 247 та нічний маршрут N8

## Послуги
| Попередня станція | Лінія | Лінія                                           | Лінія | Наступна станція |
| ----------------- | ----- | ----------------------------------------------- | ----- | ---------------- |
| Грендж-гілл       |       | Лондонське метро Центральна лінія петля Гаїнолт |       | Ферлоп           |